# Qué pena tu familia
Qué pena tu familia es una película chilena del año 2012 estrenada el 3 de enero de 2013, escrita y dirigida por Nicolás López y protagonizada por Ariel Levy y Andrea Velasco. Es la tercera parte y final de la trilogía «Que pena», iniciada por Qué pena tu vida en 2010 y seguida por Qué pena tu boda en 2011.

## Argumento
La película empieza con la voz en off de Javier diciendo que todos tienen un alma gemela pero lo difícil es encontrarla, luego la cámara se traslada al nacimiento de Oscar, el hijo de Javier y Ángela (con Mariana irritándolos naturalmente); ahora viven en una casa otorgada por los padres de Ángela y Javier trabaja en su oficina de publicidad (en la misma casa) con un asistente llamado Eduardo. Sin embargo Javier se queja de que lo agobian las deudas, el no poder salir por su familia y el ya no tener sexo con su esposa desde que quedó embarazada.
Tres meses después, Javier y Ángela van al primer cumpleaños de Jean Pierre (el hijastro de la madre de Javier y su pareja) y luego a la avantpremiere de una película en la que Ángela esta en el elenco (dejando a Oscar a cargo de Walter y Jesús) y en el cual Javier se duerme en la escena en que su esposa actúa para disgusto de ella, durante el coctel posterior un productor español llamado Manuel elogia a Ángela por su actuación y le ofrece un papel para una serie de televisión llamada “Ataque al Corazón”, dicha serie se convierte en éxito rotundo dándole una ascendente popularidad a Ángela y un acercamiento más amistoso con Manuel quien hasta invita a la pareja a cenar con él y su esposa (Eva Gómez). 
Los problemas comienzan cuando Ángela comienza a salir con la gente del elenco y a llegar tarde a la casa causando molestia en Javier y a su vez en ella quien ve que no cumple sus responsabilidades de padre y esposo. Ante esto Eduardo los invita a su casa con su esposa Gladys y sus 3 hijos pero no parece tener el control de la relación, y tras discutir con Ángela, Javier recibe un gran golpe al saber que su madre había fallecido durante la operación de aumento de senos (que había regalado su esposo) por exceso de anestesia. Tras el funeral Javier se vuelve más distante por la evidente depresión mientras la popularidad de Ángela sigue en ascenso. 
Luego de una conversación con Mariana en la cual esta asegura que las relaciones siempre se desgastan con el tiempo, Ángela le propone a Javier pensar positivo (dado que tenía una presentación con Entel para una publicidad al día siguiente y aún no había empezado) pero él se disgusta al saber que ella saldrá para la fiesta de cierre de grabaciones de “Ataque al Corazón”, durante la fiesta ella engaña a Javier con Manuel (tras decir que su esposa lo abandonó) y al día siguiente le asegura a Javier (quien a la vez le pedía perdón por su actitud) que quiere el divorcio porque ya no es feliz. 
Esto pone en shock a Javier quien no puede concentrarse durante la presentación de Entel y se va corriendo al mencionar la palabra “familia” y “madre” lo que le causó el llanto y no terminar su presentación. Luego ve un abogado con Ángela para los trámites de divorcio (quien irónicamente se trata de Tigre, el exnovio de su esposa), pero aún se muestra reacio a aceptar la situación; pero la cosa se volvía más realista cuando debe irse de la casa de Ángela e irse a vivir con Jesús y Walter quien pretendía abrir un negocio de pegamento a base de semen; con tal de irse de ese lugar le pide ayuda al viudo de su madre (quien comenzó una nueva vida) pero este se niega ya que el dinero de su madre estaba heredado a Jean Pierre.
Durante un paseo con Oscar, este ve que Ángela comenzó una relación con Manuel, lo cual lo ofusca y encara a Ángela tratándola de suelta y que el acostarse con su jefe le haya dado el éxito que necesitaba, tras decirle que esperaba ser exitosa para abandonarlo después esta lo expulsa de su casa argumentando que están separados y no debe explicarle nada. Javier, despechado decide volver a la vida de soltero e ir a buscar gente para ligar, pero se encuentra con Lucia Edwards, quien le pide perdón por el atropello de la película anterior y le ofrece una “compensación” llevándolo a su apartamento para tener relaciones pero no sabía que tenía a su vez una relación con Úrsula, (la novia del padre de Lucia) y el revela el plan de hacer un trío, pero Javier no sabía que el hijo de Úrsula también estaba en la habitación entre los cajones (mostrando el nulo interés por su bebé).
Al volver a casa de Jesús, Eduardo le comunica que se adjudicaron el contrato de publicidad de Entel (ya que Eduardo les entregó copias de la presentación al directorio) y que por fin podrían buscar un lugar “mejor para vivir”; se cambian a una casa más amoblada y Javier conoce a Valentina, la prima de Eduardo fanática de Ángela que quería ser actriz pero terminó siendo azafata, Javier sin rodeos le pregunta si quiere tener sexo con ella y pese a que prácticamente “no duro nada” ella declara que le gusto la experiencia, iniciando una relación.
Luego Javier recibe un llamado de Ángela quien le pedía ayuda para buscar a su padre que debido a su enfermedad quiera ir a Temuco (creyó comprarse un tren 0 km.), tras encontrarlo ambos hablan de su vida actual, pero terminan en la cama (Javier lo toma como celebración del primer aniversario de divorcio); luego Manuel le pide matrimonio a Ángela y esta acepta, de ahí conoce a Valentina quien vive con Javier y no puede soportar la emoción de conocer a su ídolo, e invita a ambos a su matrimonio con Manuel.
Durante la fiesta Javier se desespera y rompe a llorar e inicia una pelea con Manuel (quien pareció burlarse de este al verlo así) tras lo cual Ángela lo expulsa de la boda asegurando que el peor error de su vida fue el dejar de ser amigos. Luego conversa con Valentina quien se dio cuenta de que aún no supera su separación con Ángela y por eso debían separarse pero Javier prácticamente no le presta atención. Mariana intenta consolarlo pero solo consigue entristecerlo más, por lo cual celebra la Navidad en una “cita” con Walter (quien trabaja de Viejito Pascuero pero a los niños solo les habla de Jesús) en un restorán de comida china y este le pide que le entregue un camión de juguete para Oscarito (que obtuvo juguetes de la gente diciéndoles que eran para niños con cáncer) ya que había admitido que se encariñó con él.
Pasando la Navidad con Oscarito este le pregunta por qué su mamá ya no lo quiere y no lo deja entrar a su casa, Javier sintiéndose apenado por la situación envía un S.O.S. a Ángela quien le dice porque le envía eso si no es urgente, Javier le dice que si lo es ya que no quiere que se repita lo que ocurrió con él en su infancia (que creció sin sus padres juntos y su relación se transformó en una “guerra con él al medio”) con el hijo de ambos y le pide que aunque no tengan una relación como pareja que a lo menos intenten ser una familia por el bien de Oscarito, Ángela le declara que ellos si son una familia y abraza a Javier, y lo invita a su casa junto con Oscarito, mientras la cámara se va al cielo mostrando una gráfica similar a Facebook que dice “Javier Fernández y Ángela de María ahora son amigos” seguido del título de la película y la siguiente dedicatoria “Para Amparo. Gracias por una Trilogía”
Durante los créditos, Javier esta en un supermercado y mientras habla a la pantalla diciendo que si las relaciones tuvieran fecha de vencimiento serían más fáciles, él va tomando tarros de conserva con las imágenes de Mariana, Sofía y Ángela en tamaño proporcional al tiempo que duró su relación. Luego una mujer lo embiste con su carro botando el tarro de Ángela y esta se revela como Carolina, una compañera de curso de Javier que se encontraba en una situación similar a la suya, a lo que ella lo invita a un café para “llorar sus miserias juntos”. Al aceptar Javier la invitación, ambos se van mientras la cámara enfoca un cuarto tarro con la imagen de Carolina en cuya fecha de vencimiento aparece: Indefinido.

## Recepción
Que pena tu familia no obtuvo una buena respuesta por parte de la crítica cinematográfica ni del público. Según el sitio Mabuse.cl, "todas las películas de López, sin excepción, beben de la comedia americana, estilo hermanos Farrelly o American Pie, sin llegar nunca a rozar el desenfado, la gracia o la acidez de aquellas. Tienen razón los creativos de Sobras, la casa productora de Qué pena tu familia, se cierra una trilogía penosa, y no porque dé pena, si no porque no dan ganas de reír." 

## Reparto
- Ariel Levy como Javier Fernández.
- Andrea Velasco como Ángela de María.
- Nicolás Martínez como Walter Gómez.
- Paz Bascuñán como Mariana Vargas.
- Luis Tosar como Manuel Añón.
- Claudia Celedón como Patricia O'Ryan.
- Ramón Llao como Rafael Pérez.
- Elisa Zulueta como Valentina.
- Felipe Avello como Jesús Poblete.
- Lorenza Izzo como Lucía Edwards.
- Ignacia Allamand como Úrsula Brunner.
- Eduardo Domínguez como Eduardo.
- José Martínez como Cristián "Tigre" Campino.
- Julio Jung como Federico de María.
- Liliana Ross como Anavelia Smith.
- Matías López como Jean Paul Cárcamo.
- Faloon Larraguibel como Yendelin.
- Eli Roth como Elías Robles/Dr. Zacarías.
- Paulo Brunetti como Lisando del Corral/Dr. Rodrigo Vargas.
- Javiera Díaz de Valdés como Carolina Saez.

## Curiosidades
- La actriz juvenil Faloon Larraguibel hace un debut actoral en el cine con esta película ya que actuó en diversas series juveniles de CHV.
- En esta película hubo un cameo por parte del exitoso noticiero en línea-televisivo "Demasiado Tarde", del canal Vive! Deportes en conjunto con vtr.com.